# Плимут (Кентаки)
Плимут (енгл. Plymouth) град је у америчкој савезној држави Кентаки.

## Демографија
По попису из 2000. године број становника је 201.
| Група             | 2000.       | 2010.    |
| Белци             | 190 (94,5%) | 0 (0,0%) |
| Афроамериканци    | 0 (0,0%)    | 0 (0,0%) |
| Азијати           | 0 (0,0%)    | 0 (0,0%) |
| Хиспаноамериканци | 6 (3,0%)    | 0 (0,0%) |
| Укупно            | 201         | 0        |